# إدوارد إي. ليون
إدوارد إي. ليون (بالإنجليزية: Edward E. Lyon) هو ضابط شرطة أمريكي، ولد في 8 أغسطس 1871 في Hixton, Wisconsin ‏ في الولايات المتحدة، وتوفي في 18 نوفمبر 1931 في كاليفورنيا في الولايات المتحدة.